# Università degli Studi della Basilicata

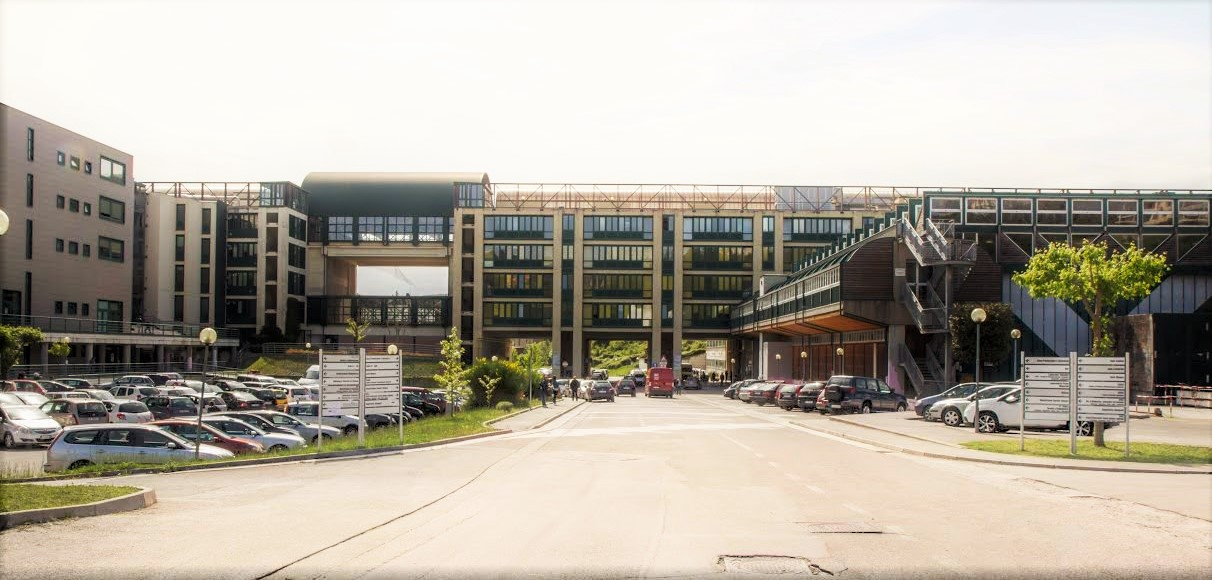
Campus Macchia Romana (2016)

Die Università degli Studi della Basilicata (Unibas) ist eine 1982 gegründete staatliche Universität mit Hauptsitz in Potenza und Niederlassung in Matera in der italienischen Region Basilikata.

## Dipartimenti - Fachbereiche
Die Universität ist in folgende Fachbereiche gegliedert:
- Culture europee e del Mediterraneo - Kulturen des europäischen und mediterranen Raums
- Matematica, informatica ed economia - Mathematik, Informatik, Wirtschaft
- Scienze - Naturwissenschaften
- Scienze umane - Geisteswissenschaften
- Farmacia - Pharmazie
- Medicina - Medizin

Die Fachbereiche werden ergänzt durch die drei Schulen für:
- Ingegneria - Ingenieurwissenschaft
- Archeologia - Archäologie
- Scienze agrarie, forestali, alimentari ed ambientali - Agrarwissenschaft, Forstwissenschaft, Lebensmittelwissenschaft, Umweltwissenschaften